# Ana González (política)
Ana González Rodríguez (Oviedo, 14 de mayo de 1963) es una profesora y política española. Fue consejera de Educación, Cultura y Deporte del Principado de Asturias entre 2012 y 2015 y alcaldesa de Gijón entre 2019 y 2023.

## Biografía
Nacida y formada en Oviedo, es la cuarta de cinco hermanos. Su madre regentó una tienda de ropa y su padre era economista. Tiene un hijo y una hija.
Es licenciada en Filología Hispánica por la Universidad de Oviedo, donde hizo la especialidad de Lengua Española, y unos años más tarde cursó la de Literatura Española e Hispanoamericana.
Su primer trabajo fue como profesora de español dando clase a jóvenes procedentes de otros países de Europa. En 1989 comenzó a trabajar como profesora de instituto, con destinos en Asturias y León: Ponferrada, Tapia de Casariego, Cangas del Narcea y Valdés, hasta que en 2011 se incorporó al IES Universidad Laboral de Gijón hasta 2018.
También en calidad de funcionaria trabajó como asesora de formación del profesorado del Centro del Profesorado y de Recursos del Noroccidente. Ha sido jefa del Servicio para la igualdad de oportunidades entre mujeres y hombres en el Instituto Asturiano de la Mujer (2001-2008). Posteriormente, se incorporó como asesora y, posteriormente, directora del gabinete de la ministra Bibiana Aído en el Ministerio de Igualdad (2008-2011), iniciando así su trayectoria en la política activa.
Fue concejala en el Ayuntamiento de Gijón (2011-2012) y representante española en el Instituto Europeo de la Igualdad de Género (EIGE). Fue nombrada consejera de Educación, Cultura y Deporte del Principado de Asturias (2012-2015), en el primer gobierno de Javier Fernández Fernández, y secretaría de Igualdad de la Federación Socialista Asturiana (2015-2019).
En octubre de 2018 gana a José Ramón Tuero del Prado las elecciones primarias de la Agrupación Municipal Socialista de Gijón y se proclama candidata socialista a las elecciones municipales, y es la candidatura más votada, por lo que el 15 de junio de 2019 fue elegida alcaldesa de Gijón.
Sus declaraciones, durante la celebración del XXXIII Congreso de la Federación Socialista Asturiana (2-3 de abril de 2022), en tono irónico sobre los hombres «sigo creyendo que los hombres no son animales, que son seres humanos», comparando a los varones con animales, fueron criticadas en varias redes sociales.
En septiembre de 2022 la Agrupación Municipal Socialista de Gijón promueve la celebración de elecciones primarias para elegir cabeza de lista en las elecciones municipales de 2023, y Ana González anuncia que no se presenta. Se presentaron Ana Puerto y Luis Manuel Flórez, siendo este último el candidato elegido. El PSOE no conseguiría mantener la alcaldía, que recae de nuevo en la predecesora de Ana González: Carmen Moriyón. Sin tener cargos políticos en el Ayuntamiento, se incorpora como docente al Centro de Educación de Personas Adultas de El Fontán (Oviedo) el 19 de junio de 2023.